# Stelis oblongifolia
Stelis oblongifolia är en orkidéart som beskrevs av John Lindley. Stelis oblongifolia ingår i släktet Stelis och familjen orkidéer. Inga underarter finns listade i Catalogue of Life.